# Прогресо (муниципалитет Коауилы)
Прогресо (исп. Progreso) — муниципалитет в Мексике, штат Коауила, с административным центром в одноимённом городе. Численность населения, по данным переписи 2020 года, составила 3239 человек.

## Общие сведения
Название Progreso с испанского языка переводится как прогресс, развитие, было дано в знак обилия воды и плодородной земли, что могло способствовать развитию сельского хозяйства и животноводства.
Площадь муниципалитета равна 2887 км², что составляет 1,9 % от площади штата, а наивысшая точка — 657 метров, расположена в поселении Ла-Соледад.
Он граничит с другими муниципалитетами штата Коауилы: на севере с Мускисом, Сабинасом и Хуаресом, на юге с Канделой, на юго-западе с Эскобедо, и на западе с Сан-Буэнавентурой, а на юго-востоке граничит с другим штатом Мексики — Нуэво-Леоном.

## Учреждение и состав
Муниципалитет был образован 18 декабря 1878 года, в его состав входит 30 населённых пунктов, самые крупные из которых:
| Код INEGI                  | Населённый пункт                                                                         | Численность населения (2005 год) | Численность населения (2010 год) | Численность населения (2020 год) |
| -------------------------- | ---------------------------------------------------------------------------------------- | -------------------------------- | -------------------------------- | -------------------------------- |
| 026                        | Всего                                                                                    | 3379                             | 3473                             | 3239                             |
| 0007                       | Сан-Хосе-де-Аура (исп. San José de Aura) 27°35′18″ с. ш. 101°22′19″ з. д.                | 1137                             | 1219                             | 1232                             |
| 0001                       | Прогресо (исп. Juárez) 27°25′44″ с. ш. 100°59′14″ з. д. (административный центр)         | 846                              | 796                              | 675                              |
| 0003                       | Минераль-ла-Лус (исп. Mineral la Luz (Minas de la Luz)) 27°35′00″ с. ш. 101°29′02″ з. д. | 466                              | 510                              | 476                              |
| 0006                       | Сан-Альберто (исп. San Alberto) 27°26′34″ с. ш. 101°17′44″ з. д.                         | 451                              | 479                              | 418                              |
| 0089                       | Сан-Хосе-де-Аура-2 (исп. San José de Aura) 27°35′00″ с. ш. 101°27′20″ з. д.              | 159                              | 206                              | 184                              |
| 0004                       | Мота-де-Корона (исп. Mota de Corona (Mota Corona)) 27°25′25″ с. ш. 101°11′03″ з. д.      | 107                              | 100                              | 68                               |
| —                          | Прочие                                                                                   | 213                              | 163                              | 186                              |
| Названия на карте Генштаба |                                                                                          |                                  |                                  |                                  |

## Экономическая деятельность
По статистическим данным 2000 года, работоспособное население занято по секторам экономики в следующих пропорциях:
- сельское хозяйство, скотоводство и рыбная ловля — 25,2 %;
- промышленность и строительство — 47,9 %;
- торговля, сферы услуг и туризма — 24,2 %;
- безработные — 2,7 %.

## Инфраструктура
По статистическим данным 2010 года, инфраструктура развита следующим образом:
- электрификация: 97,3 %;
- водоснабжение: 95,7 %;
- водоотведение: 79 %.